# Scrippsechinus
Scrippsechinus is een geslacht van zee-egels uit de familie Palaeotropidae.

## Soorten
- Scrippsechinus fisheri Allison, Durham & Mintz, 1967